# Bulbophyllum verruculatum
Bulbophyllum verruculatum är en orkidéart som beskrevs av Rudolf Schlechter. Bulbophyllum verruculatum ingår i släktet Bulbophyllum och familjen orkidéer. Inga underarter finns listade i Catalogue of Life.